# スティーヴ・ナイ
スティーヴ・ナイ（Steve Nye）は、さまざまなアーティストを手がけたイングランドの音楽プロデューサー。

## 略歴
ナイが1971年にロンドンのAIRスタジオでテープ・オペレーターとしてキャリアをスタートしたのは、そこで音楽プロデューサーのルパート・ハインに見出されたからだった。そこを拠点とし、スティーヴィー・ワンダー、ロキシー・ミュージック、フランク・ザッパなど、音楽業界で有名な数多くのアーティストたちのエンジニアリング（そして後にプロデュース）をするようになった。
彼の有名な作品には、ブライアン・フェリー（1977年に『イン・ユア・マインド (あなたの心に)』）、ペンギン・カフェ・オーケストラ、XTC（1983年に『ママー』）、ジャパン（1981年に『錻力の太鼓』）、デヴィッド・シルヴィアン（1984年に『ブリリアント・トゥリーズ』、1986年に『ゴーン・トゥ・アース』、1987年に『シークレッツ・オブ・ザ・ビーハイヴ』）、クラナド、TM NETWORK、スケアリー・シーヴス（Scary Thieves）、フランク・ザッパ（『ジョーのガレージ』）などのアーティストたちによるものが含まれている。
エンジニアリングとプロデュースに加えて、ナイはキーボードの演奏も行った。1976年から1988年まで、ペンギン・カフェ・オーケストラのメンバーを務めた。ナイは説明する：
 ペンギン・カフェ・オーケストラは、私が取り組んでいる音楽面における代表的な例です。それは私がいつも戻ってくるものです。シンプルでとても強く、そのキャラクターがどこから来たのかよくわかりません。私たちは音楽一家のようなものです。私たちはお互いに近い存在で、一緒に演奏することを楽しんでいます。